# Sepia (magazine)
Le magazine Sepia est un magazine américain du style de Look et comparé à Ebony pour ses articles et ses photographies concernant les Afro-Américains.
Il fut édité à Fort Worth dans l'État du Texas à partir de 1947 par Good Publishing Company. Le directeur était Georges Levitan, non noir lui-même mais touché par la situation noire aux États-Unis ces années-là.